# ماذاعنية

توضيح عن ماذاعنية

الماذاعنّيَّة (المعروفة أيضا باسم أسلوب ماذا عن أو الماذالويَّة) (بالإنجليزية: Whataboutism)‏ هي أحد أنواع المغالطة الصورية التوسل بالنفاق، والتي تحاول التشكيك في موقف الخصم من خلال اتهامه بالنفاق دون دحض حجته مباشرة، وترتبط تلك المغالطة بشكل خاص في الولايات المتحدة بالدعاية السوفيتية والروسية. عندما كان يتم توجيه الانتقادات إلى الاتحاد السوفيتي خلال الحرب الباردة، كان الرد السوفيتي غالبًا «ماذا عن...» يتبعه حدث في العالم الغربي.
تم استخدام مصطلح «الماذاعنية» في بريطانيا وأيرلندا منذ فترة الاضطرابات (الصراع) في أيرلندا الشمالية. يرجع أول ظهور للمصطلح الإنجليزي إلى التسعينيات أو السبعينيات، بينما يذكر مؤرخون آخرون أنه خلال الحرب الباردة، أشار المسؤولون الغربيون إلى إستراتيجية الدعاية السوفيتية بهذا المصطلح. شهد التكتيك تجددًا في روسيا ما بعد الاتحاد السوفيتي، مع انتهاكات حقوق الإنسان التي ارتكبتها الحكومة الروسية والانتقادات لها. حظي هذا التكتيك بالاهتمام أيضا خلال ضم روسيا لشبه جزيرة القرم لعام 2014 والتدخل العسكري في أوكرانيا. امتد استخدام التكتيك إلى الرئيس الروسي فلاديمير بوتين والمتحدث باسمه، ديمتري بيسكوف.
وصف الصحفي لوك هاردينغ الماذاعنية الروسية بأنها «عمليا هي أيديولوجية وطنية». كتبت الصحفية جوليا إيف أن «أي شخص درس الاتحاد السوفيتي على الإطلاق» هو على دراية بهذه التقنية، مستشهدة بالردود السوفيتية عند التعرض للنقد، مثل «أنتم تقتلون الزنوج»، كمثال «تقليدي» للتكتيك. في بلومبرج نيوز، وصف ليونيد بيرشيدسكي الماذاعنية بأنها «تقليد روسي»، بينما وصفت مجلة النيويوركر هذه التقنية بأنها «إستراتيجية من أجل تكافؤ أخلاقي كاذب». وصفت جيل دوجيرتي الماذاعنية بأنها «تكتيك روسي مقدس».

## أصل الكلمة وتاريخ المصطلح
مصطلح «ماذاعنيّة» يجمع بين «ماذا» و«عن» من أجل عكس النقد مرة أخرى على الناقد نفسه.
وفقاً للصحفي الروسي "قسطنطسن فون إيغرت"، فقد نشأ المصطلح في ستينيات القرن الماضي وصفه بشكل ساخر "تعبيراً عن جهود الاتحاد السوفييتي في مواجهة الانتقادات الغربية". يرجع قاموس ميريام ويبستر تاريخ استخدام هذا المصطلح إلى فترة الحرب الباردة. كتب الصحفي مايكل برنارد من صحيفة "ذي إيج" في عام 1978 إشارة إلى المصطلح، حيث قال "نقاط الضعف في الماذاعنيّة" أنها تملي أنه لا يجب على أي شخص أن يفلت من الهجوم على انتهاكات الكرملين دون إلقاء عدد قليل من الطوب في جنوب أفريقيا، ولا يجب على أي شخص توجيه الاتهام إلى الشرطة الكوبية بدون أن تنتقد الرئيس بارك، ولا يجب على أي شخص أن يذكر العراق أو ليبيا أو منظمة التحرير الفلسطينية بدون سحق إسرائيل".
ينص إصدار عام 2010 لقاموس أوكسفورد للغة الإنكليزية حول ما يتعلق بـالماذاعنيّة "الأصل- التسعينيات: الطريقة التي يمكن أن تتخذ بها الاتهامات المضادة شكل أسئلة مقدّمة يتم البدء بها بمصطلح "ماذا عن". "وفقاً للمعجميّ بين زيمر، ظهر مصطلح الماذاعنيّة في عام 1993". في المقابل، قال أندرياس أوملاند –العالم السياسي والمؤرخ الروسي الأوكراني- أن المصطلح كان يستخدم خلال فترة الاتحاد السوفييتي. في عام 2012، كتب نيل باكلي في الفاينانشال تايمز أن المصطلح استعمل من قبل "المراقبين السوفييت".
وفقاً لقاموس أوكسفورد للغة الإنكليزية، فإن ما يسمى بالماذاعنيّة في الإنكليزية الأمريكية له مرادف أيضاً في الإنكليزية البريطانية، والذي وفقاً لزيمر قد استخدم بشكل مماثل في الإنكليزيتين منذ فترة الصراع في إيرلندا الشمالية. في عام 1974، جاء في رسالة كتبها شون أوكونيل ونشرت في «ذا آيريش تايمز» ما يلي «الماذاعنيّة... التي تجيب على كل إدانة للجيش الجمهوري الإيرلندي المؤقّت بحجّة إثبات عدم الشرعيّة الأكبر للعدو».
استخدم الصحفي البريطاني إدوارد لوكاس مصطلح الماذاعنيّة في مدونة بتاريخ 29 تشرين الأول 2007، في إطار مذكّرات عن روسيا تم طبعها في عدد 2 تشرين الثاني من مجلة «ذي إيكونوميست». كان «الماذاعنيّة» عنواناً لمقال في مجلّة «ذي إيكونوميست» في 31 كانون الثاني 2008، حيث كتب لوكاس «تمّ تدريب الدعاية السوفييتية أثناء الحرب الباردة على تكتيك أطلق عليه محاوريهم الغربيين اسم الماذاعنيّة». الفضل لزيمر ولوكاس في تعميم المصطلح بين عامي 2007-2008.
يعتقد إيفان تسفيتكوف –وهو أستاذ مشارك في العلاقات الدولية في سان بطرسبرغ- أن استعمال المصطلح يعود إلى عام 1950 بحجّة «إعدام السود»، لكنّه ينسب أيضاً سبب اتشار وشعبية هذا المصطلح في الفترة الأخيرة إلى لوكاس.

## الاستعمال من قبل القادة السوفييت والروس

### الطرق
عندما تم توجيه الانتقادات إلى الاتحاد السوفيتي خلال الحرب الباردة، كان الاستعمال «ماذا عن...» ثم يتم تسمية حدث ما بالغرب. إنه يمثل حالة من الاحتكام إلى النفاق. هذا التكتيك هو نوع من المغالطة المنطقية التي تحاول التشكيك في موقف الخصم من خلال اتهامه بالنفاق. إنّه بمثابة تكتيك تحويلي لصرف الخصم عن نقده الأصلي. وبالتالي، يتم استعمال هذه التقنية لتجنب أو دحض أو نقض الحجّة الأوليّة للخصم مباشرةً. هذا التكتيك هو محاولة أخلاقية نسبية، وشكل من أشكال التكافؤ الأخلاقي الخاطئ.
أوصت مجلة «ذي إيكونوميست» بطريقتين للتصدي بشكل صحيح لهذه التقنية «استخدام النقاط التي طرحها القادة الروس أنفسهم» بحيث لا يمكن تطبيقها على الغرب، ومن أجل إجبار الدول الغربية على المزيد من النقد الذاتي لوسائل الإعلام والحكومة الخاصة بهم.
ناقشت الصحيفة الالكترونية «يورومايدان بريس» هذه الاستراتيجية في مقال عن الماذاعنيّة، في الجزء الثاني من ثلاثية تعليمية حول الدعاية الروسية. وصفت السلسلة الماذاعنيّة بأنها إلهاء متعمّد بعيد عن النقد الجدّي لروسيا. نصحت هذه المادة رعايا الهبات بمقاومة التلاعب العاطفي وإغراء الاستجابة.

### فترة الاتحاد السوفييتي
خلال الحرب الباردة، أشار المسؤولون الغربيون الذين استجابوا لاستخدام الدعاية السوفييتية للتكتيك على أنّها «ماذاعنيّة». وبسبب الاستخدام المتكرر للمصطلح من قبل المسؤولين السوفييت، تم نسب هذا المصطلح إلى الفترة السوفييتية. وأصبحت هذه التقنية سائدة بشكل متزايد في العلاقات العامة السوفييتية، حتّى أصبحت ممارسة معتادة من قبل الحكومة. واستعملت وسائل الإعلام السوفييتية هذه التقنية أملاً في تشويه سمعة الولايات المتحدة الأمريكية، على حساب الحياد الصحفي.
كان أحد الاستخدامات المبكره لهذه التقنية في عام 1947، بعد أن انتقد ويليام أفريل هاريمان «الإمبريالية السوفييتية» في خطاب له. انتقد ردّ إيليا إيرنبرغ في برافدا قوانين الولايات المتحدة الأمريكية وسياستها المتعلقة بالعرق والأقليات، وكتب أن الاتحاد السوفييتي اعتبرهم «مهينين للكرامة الإنسانية» لكنّه لم يستخدمهم كذريعة للحرب. شهدت الماذاعنيّة استخداماً أكبر في العلاقات العامّة السوفياتية خلال الحرب الباردة.
طوال الحرب الباردة، استخدم هذا التكتيك بشكل أساسي من قبل شخصيات إعلامية تتحدّث نيابةً عن الاتحاد السوفييتي. عن طريق اتهام النقاد بالنفاق، كان الاتحاد السوفييتي يأمل بصرف النظر عن الانتقاد الأصلي الموجه له. كان مصطلح «ماذاعنيّة» يعرف محليّاً بنسبه للاتحاد السوفييتي باعتباره وسيلة لصرف الانتباه عن نقد موسكو. وعندما أصبح التكتيك منتشراً في كل مكان في الاتحاد السوفييتي، أصبحت الماذاعنيّة معروفة باسم «الكليشيهات السوفييتية».
وفقاً لصحيفة ذي إيكونوميست، "تمّ تجهيز الدعاية السوفييتية أثناء الحرب الباردة بناءً على تكتيك أطلق عليه محاوريه الغربيين اسم الماذاعنيّة". أي انتقاد للاتحاد السوفييتي (أفغانستان، الأحكام العرفية في بولندا، حبس المعارضين، الرقابة) قوبل بـ"الماذا عنيّة" كـ (الفصل العنصري في جنوب أفريقيا، والنقابيين المسجونسن، والكونترا في نيكاراغوا، وما إلى ذلك)." في نهاية الحرب الباردة، بدأ هذا التكتيك بالاندحار إلى جانب إصلاحات الحقوق المدنية الأمريكية.

### روسيا ما بعد السوفييت
تم استخدام هذا التكتيك في روسيا ما بعد الاتحاد السوفيتي فيما يتعلق بانتهاكات حقوق الإنسان التي ارتكبتها الحكومة الروسية وانتقادات أخرى لها. أصبحت الماذاعنيّة التكتيك المفضّلة للكرملين. جمعت استراتيجيات العلاقات العامة الروسية بين الماذاعنيّة والتكتيكات السوفييتية الأخرى، بما في ذلك التضليل. يتم استخدام الماذاعنيّة كدعاية روسية بهدف التشويش على نقد الدولة الروسية، وتقليل مستوى الخطاب من النقد العقلاني لروسيا إلى المشاحنات الصغيرة. تبنّى الزعماء الروس ممارسة الحقبة السوفييتية المتمثّلة بالماذاعيّة، واختاروا تجنّب الانعكاس الداخلي للنقد الخارجي لصالح التأكيد على مخالفات الدول الأخرى. بالإضافة إلى الماذاعنيّة، أكّد القادة الروس أن تصرفاتهم كانت نتيجة الاستفزاز الغربي، وحاولوا تشويه صحة التغطية الإعلامية.
على الرغم من أن استخدام الماذاعنيّة لم يكن مقصوراً على أي نظام عرقي أو معتقد معين، وفقاً لصحيفة «ذي إيكونوميست» فإن الروس كثيراً ما كانوا يبالغون في استخدام هذا التكتيك. نما استخدام الحكومة الروسية للهجرة تحت قيادة فلاديمير بوتين. وردّ بوتين على انتقادات جورج دبليو بوش لروسيا: «سأكون صادقاً معك: بالطبع، لا نريد أن تكون لدينا ديمقراطية مثل العراق». كتب جيك سوليفان من السياسة الخارجية، بوتين «هو ممارس ماهر بشكل خاص» لهذه التقنية. ردّدت «بزنس إنسايدر» هذا التقييم، حيث جاء فيه أن «ردّ بوتين شبه الافتراضي على النقد لكيفية إدارته لروسيا هو ما يسمى بحركة الماذاعنيّة». لاحظ إدوارد لوكاس من مجلة ذي إيكونوميست التكتيك في السياسة الروسية الحديثة، واستشهد به كدليل على عودة القيادة الروسية إلى عقلية الحقبة السوفييتية.
علقت الكاتبة مريم إلدر في صحيفة الغارديان أن المتحدث باسم بوتين، ديمتري بيسكوف، استخدم التكتيك؛ وأضافت أن معظم الانتقادات لانتهاكات حقوق الإنسان لم يتم الإجابة عليها. ردّ بيسكوف على مقال إلدر حول صعوبة التنظيف الجاف في موسكو من خلال الإشارة إلى صعوبة حصول الروس على تأشيرة دخول إلى المملكة المتحدة. استخدم بيسكوف تكتيك الماذاعنيّة في نفس العام في خطاب مكتوب إلى الفاينانشال تايمز.

### زيادة الاستعمال بعد ضم روسيا لشبه جزيرة القرم
حظي هذا التكتيك باهتمام جديد خلال ضم روسيا لشبه جزيرة القرم والتدخل العسكري في أوكرانيا في عام 2014. استعمل المسؤولون ووسائل الإعلام الروسية بشكل متكرر تكتيك الماذاعنيّة ثم قدموا استقلال كوسوفو واستفتاء استقلال اسكتلندا لعام 2014 كأمثلة لتبرير استفتاء حالة القرار لعام 2014 واستفتاءات دونباس والنزاع العسكري في دونباس.
لاحظت جيل دوجيرتي في عام 2014 أن هذا التكتيك هو «أسلوب دعائي قديم الطراز تستخدمه الحكومة السوفييتية» والذي تستعمله الكثير من أجهزة إعلام روسيا، بما في ذلك روسيا اليوم. وقد وضحت صحيفة الفاينانشال تايمز وبلومبرغ نيوز أن روسيا اليوم منخرطة في استعمال الماذاعنيّة.
لاحظت واشنطن بوست في عام 2016 أن وسائل الإعلام في روسيا أصبحت «مشهورة» لاستخدامها الماذاعنيّة. كان لاستخدام هذه التقنية تأثير سلبي على العلاقات بين روسيا والولايات المتحدة الأمريكية خلال فترة الحكم الثانية لباراك أوباما. لاحظت صحيفة وول ستريت جورنال أن بوتين نفسه استخدم هذا التكتيك في مقابلة له في عام 2017 مع الصحفية ميغان كيلي على إن بي سي نيوز.

## الاستعمال من قبل دونالد ترامب
لقد استعمل الرئيس الأمريكي دونالد ترامب سياسة الماذاعنيّة رداً على الانتقادات الموجهة إليه أو إلى سياساته أو دعمه المثير للجدل لبعض قادة العالم. ذكرت الإذاعة العامة الوطنية أن «الرئيس ترامب قد طوّر تكتيكاً ثابتاً عند انتقاده: قول أن شخص ما أسوأ منه»[4]. وأشارت الإذاعة إلى أن ترامب اختار انتقاد قانون الرعاية بأسعار مقبولة عندما واجه هو نفسه انتقادات بشأن المقترح الأمريكي. قانون الرعاية الصحية لعام 2017 «بدلاً من إعطاء دفاع منطقي، قرر تسليط الضوء على جرم فاضح كنوع من الماذاعنيّة». في حين روسيا بوتين تسبب الكثير من المتاعب لإدارة ترامب، إلا أن ترامب وبوتين لا يختلفان في السياسات بشكل كبير.
عندما تم انتقاد ترامب أو طلب الدفاع عن سلوكه منه، غالباً ما كان يغير الموضوع من خلال انتقاد هيلاري كلينتون أو إدارة أوباما أو قانون الرعاية. عندم سئل عن انتهاكات حقوق الإنسان الروسية، قام ترامب بتحويل التركيز إلى الولايات المتحدة نفسها، باستخدام تكتيك الماذاعنيّة؛ بشكل مماثل لاستخدام بوتين لهذا التكتيك.
بعد أن وصف كل من بيل أورايلي مضيف فوكس نيوز وجو سكاربوروج مضيف إم إس إن بي سي بوتين بأنه قاتل، أجاب ترامب بالقول بأن الحكومة الأمريكية كانت مذنبة بقتل الناس أيضاً. علق غاري كاسباروف في مجلة كولومبيا على استخدام ترامب للماذاعنيّة: «النسبية الأخلاقية، والماذاعنيّة، كانت دوماً السلاح المفضل للأنظمة غير الليبرالية. أما بالنسبة لرئيس أمريكي واستخدامه لها ضد بلده، فهذا أمر مأساوي».

## الاستعمال من قبل البلدان الأخرى
تم استعمال هذا التكتيك من قبل أذربيجان، والتي استجابت لنقدها في مجال حقوق الإنسان من خلال عقد جلسات استماع برلمانية حول القضايا في الولايات المتحدة الأمريكية. في الوقت نفسه، تم استخدام المتصيّدين عبر الإنترنت من أجل استعمال الماذاعنيّة وصرف الانتباه عن انتقاد البلد. على نحو مشابه، استعملت تركيا الماذاعنيّة من خلال نشر وثيقة رسمية تسرد انتقادات الحكومات الأخرى التي انتقدت تركيا.
تم استعمال هذا التكتيك من قبل إسرائيل. في عام 2018، قال رئيس الوزراء الإسرائيلي بنيامين نتنياهو «أن» الاحتلال الإسرائيلي«هراء، فهناك الكثير من الدول الكبرى التي احتلّت واستبدلت السكان الأصليين ولا أحد يتحدث عنهم».
استخدم وزير الخارجية الإيراني محمد جواد ظريف هذا التكتيك في مؤتمر مزيوريخ الأمني في 17 شباط 2019. عندما ضغط عليه مراسل بي بي سي للتحدث عن 8 من الناشطين البيئيين المحبوسين في إيران، قام ظريف بالتحدث عن مقتل الخاشقجي، إلا أن المراسل انتبه للمغالطة وقال له «لندع ذلك جانباً».

## التحليل

### دوافع سايكولوجية
قال الفيلسوف ميرولد ويستفال أن الأشخاص الذين يعرفون أنفسهم على أنهم مذنبين بشيء ما «بمكنهم أن يجدوا الراحة بمعرفة أن هناك آخرين مثلهم أو أسوأ منهم». الماذاعنيّة التي مارسها الطرفان أثناء نزاعات إيرلندا الشمالية لتسليط الضوء على ما فعله الجانب الآخر، كان «أحد أكثر أشكال التهرب من المسؤولية الأخلاقية الشخصية»، وذلك وفقاً للأسقف كاهال دالي. بعد إطلاق النار على سياسي في مباراة بيسبول في عام 2017، انتقد الصحفي تشاك تود أهمية النقاش السياسي، معلقاً «الماذاعنيّة من أسوأ غرائز المشاركين من كلا الطرفين».

### تشويه السمعة عالمياً عمداً
تشير الماذاعنيّة عادةً إلى مخالفات المنافس لتشويه سمعته، ولكن في عكس هذا الاتجاه المعتاد، يمكن استعماله أيضاً لتشويه سمعة المرء عندما يرفض الفرد انتقاد الحليف. خلال الحملة الرئاسية الأمريكية في عام 2016، عندما سألت صحيفة نيويورك تايمز المرشح دونالد ترامب عن معاملة الرئيس التركي رجب طيب أردوغان للصحفيين والمعلمين والمعارضين، رد ترامب بانتقاد للتاريخ الأمريكي في الريات المدنية. وكتبت كاترين بوتز في رسالتها من أجل الحصول على شهادة الدبلوم الخاص بها «المشكلة الأساسية هي أن هذا الجهاز الخطابي يحول دون مناقشة القضايا (مثل الحقوق المدنية) من قبل دولة ما (مثل: الولايات المتحدة الأمريكية) إذا كانت الدولة تفتقر إلى سجل مثالي»[112]. كتبت ماشا جايسون لصحيفة نيويورك تايمز أن استخدام تكتيك ترامب كان صدمة للأمريكيين، معلقاً قائلاً:«لم يقم أي سياسي أمريكي في ذاكرتنا بتطوير فكرة أن العالم بأسره بما في ذلك الولايات المتحدة الأمريكية، قد تعفّن بشكل كامل».

## النقد
لقد دافع البعض عن الماذاعنيّة في بعض السياقات. يمكن أن توفر الماذاعنيّة السياق اللازم لمعرفة ما إذا كان خط معين من النقد وثيق الصلة بالموضوع أم لا. على سبيل المثال في العلاقات الدولية، قد يكون السلوك الذي قد يكون غير كامل بالمعايير الدولية جيداً بالنسبة لجوار جغرافي سياسي معين، ويستحق الاعتراف به على هذا النحو.
يجادل كريستسان كريستنسن –وهو أستاذ الصحافة في ستوكهولم- بأن اتهام المذهب الوظيفي هو في حدّ ذاته شكل من أشكال المغالطة، لأنه يرفض الانتقادات لسلوك الفرد للتركيز بدلاً من ذلك على تصرفات الآخر، وبالتالي خلق معيار مزدوج. أولئك الذين يستعملون الماذاعنيّة لا يقومون بالضرورة بتحريف فارغ أو ساخر للمسؤولية: يمكن أن تكون الماذاعنيّة أداة مفيدة لفضح التناضات والمعايير المزدوجة والنفاق.